# Guillermo Almada
Jorge Guillermo Almada Alves (ur. 18 czerwca 1969 w Montevideo) – urugwajski piłkarz występujący na pozycji pomocnika, trener piłkarski, od 2025 roku prowadzi hiszpański Real Valladolid.